# منطقة الأعمال المركزية (سيدني)
منطقة الأعمال المركزية في سيدني (بالإنجليزية: Sydney central business district or CBD)‏ هي المركز التجاري الرئيسي في مدينة سيدني، نيوساوث ويلز، أستراليا. يمتد جنوبًا لمسافة 3 كيلومترات تقريبًا من سيدني كوف، نقطة الاستيطان الأوروبي الأولى التي تأسست فيها منطقة سيدني في البداية. ويشار أيضًا إلى منطقة الأعمال المركزية بالعامية باسم "وسط المدينة" أو "المدينة".

## الحدود
تحد منطقة الأعمال المركزية بسيدني العديد من المعالم مثل ميناء دارلينج إلى الغرب ومحطة السكك الحديدية المركزية من الجنوب والرصيف الدائري من الشمال وحديقة المجال إلى الشرق. تتميز المنطقة بمزيج من العمارة التاريخية وناطحات السحاب الحديثة.

## أبرز المعالم
تشمل المعالم البارزة في منطقة الأعمال المركزية دار أوبرا سيدني الشهيرة وجسر ميناء سيدني ومنطقة روكس التاريخية. تعد منطقة الأعمال المركزية أيضًا موطنًا لأكبر تجمع للمباني الشاهقة في المدينة، بما في ذلك برج سيدني والعديد من أبراج المكاتب البارزة.

## النقل والمواصلات
يتصل وسط المدينة جيدًا بمجموعة من وسائل النقل العام. يعد الرصيف الدائري مركزًا رئيسيًا للنقل مع وصلات العبارات المائية والسكك الحديدية والحافلات. كما يخدم منطقة الأعمال المركزية بسيدني عدد من محطات القطار على خط الرصيف الدائري وخطوط الضواحي الأخرى. بالإضافة إلى ذلك، تشهد المنطقة تطورات مستمرة في شبكات السكك الحديدية الخفيفة مثل شبكات المترو.

## معرض الصور

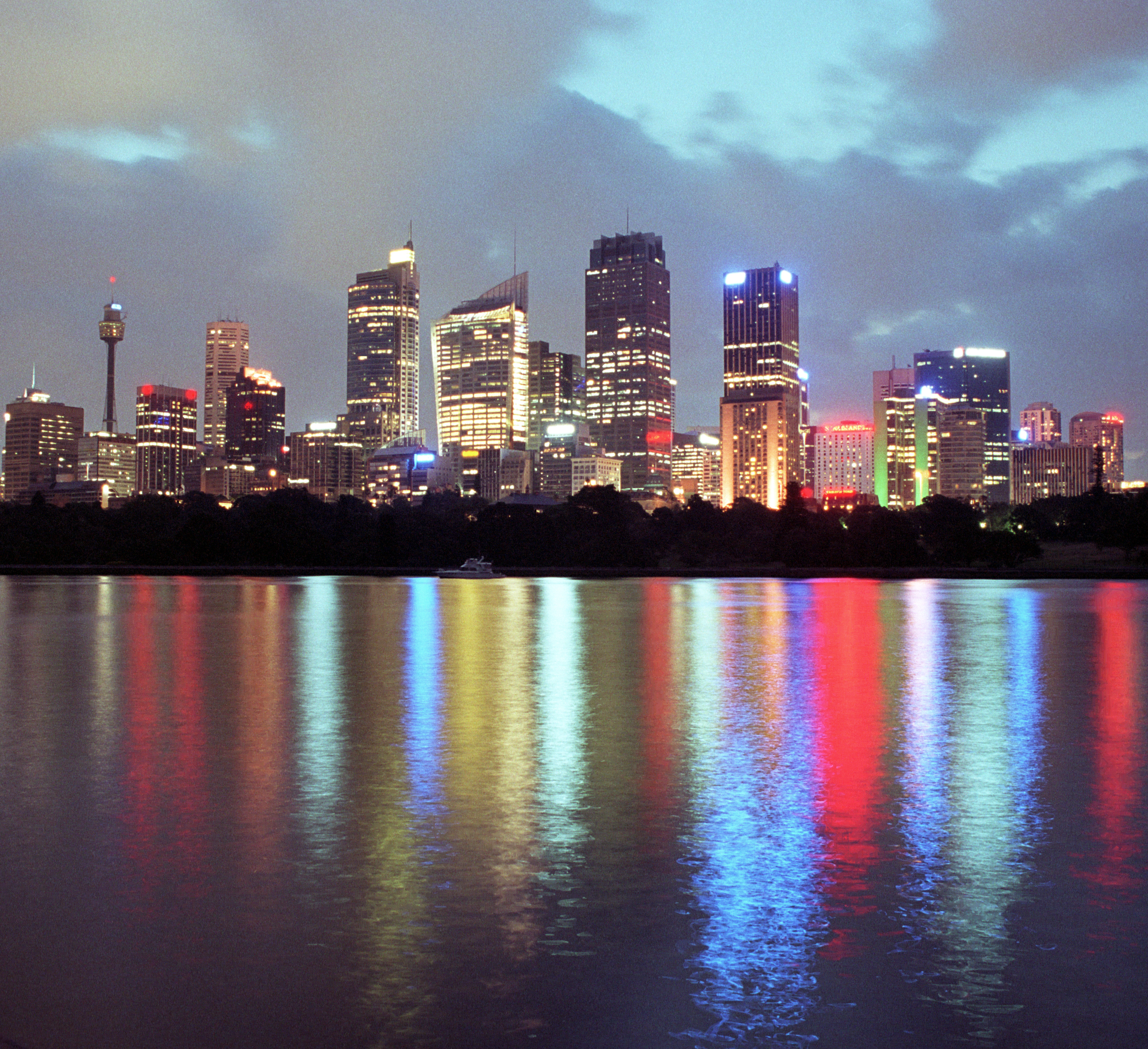
منظر ليلي لمنطقة الأعمال المركزية بسيدني
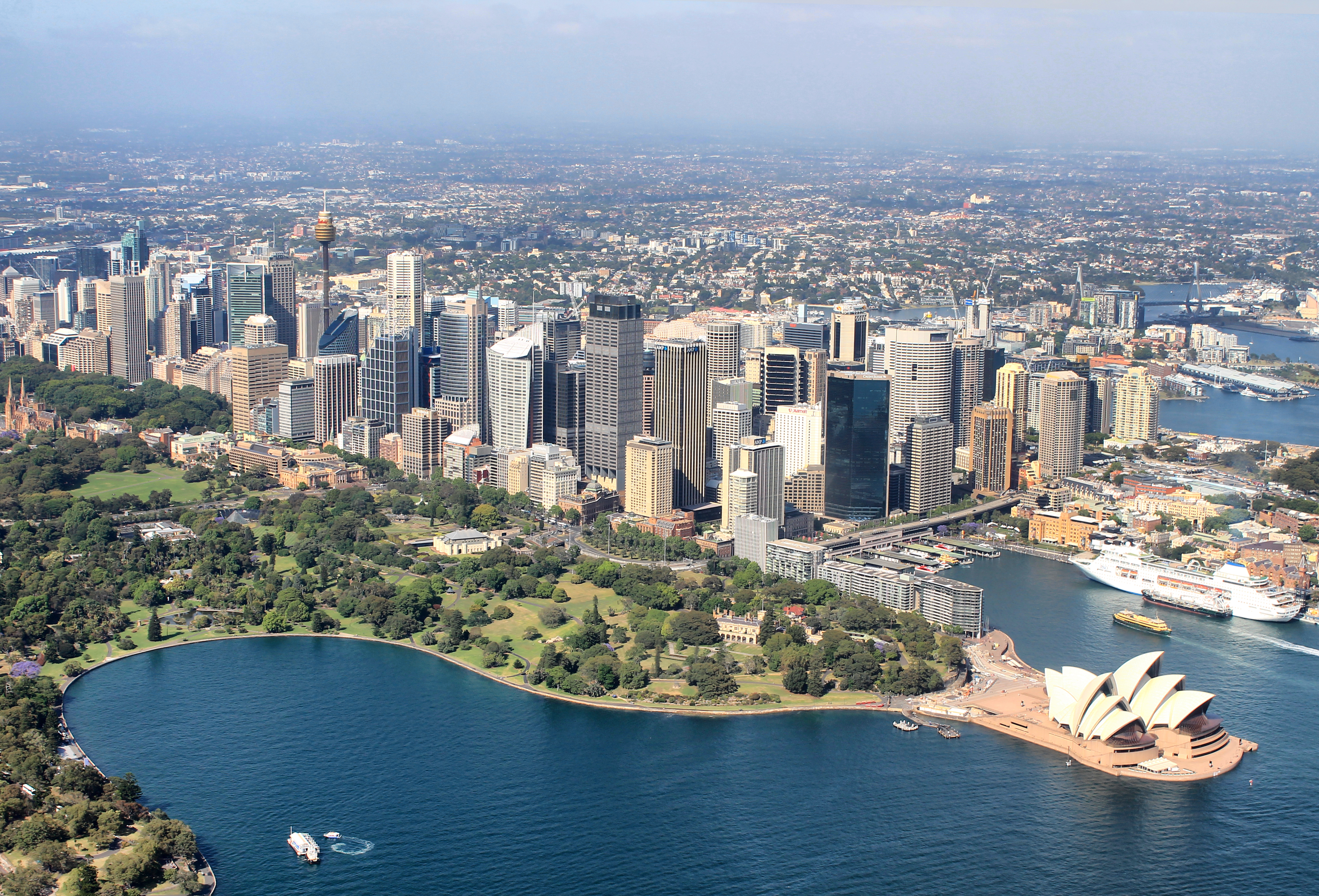
منظر جوي لمنطقة الأعمال المركزية بسيدني
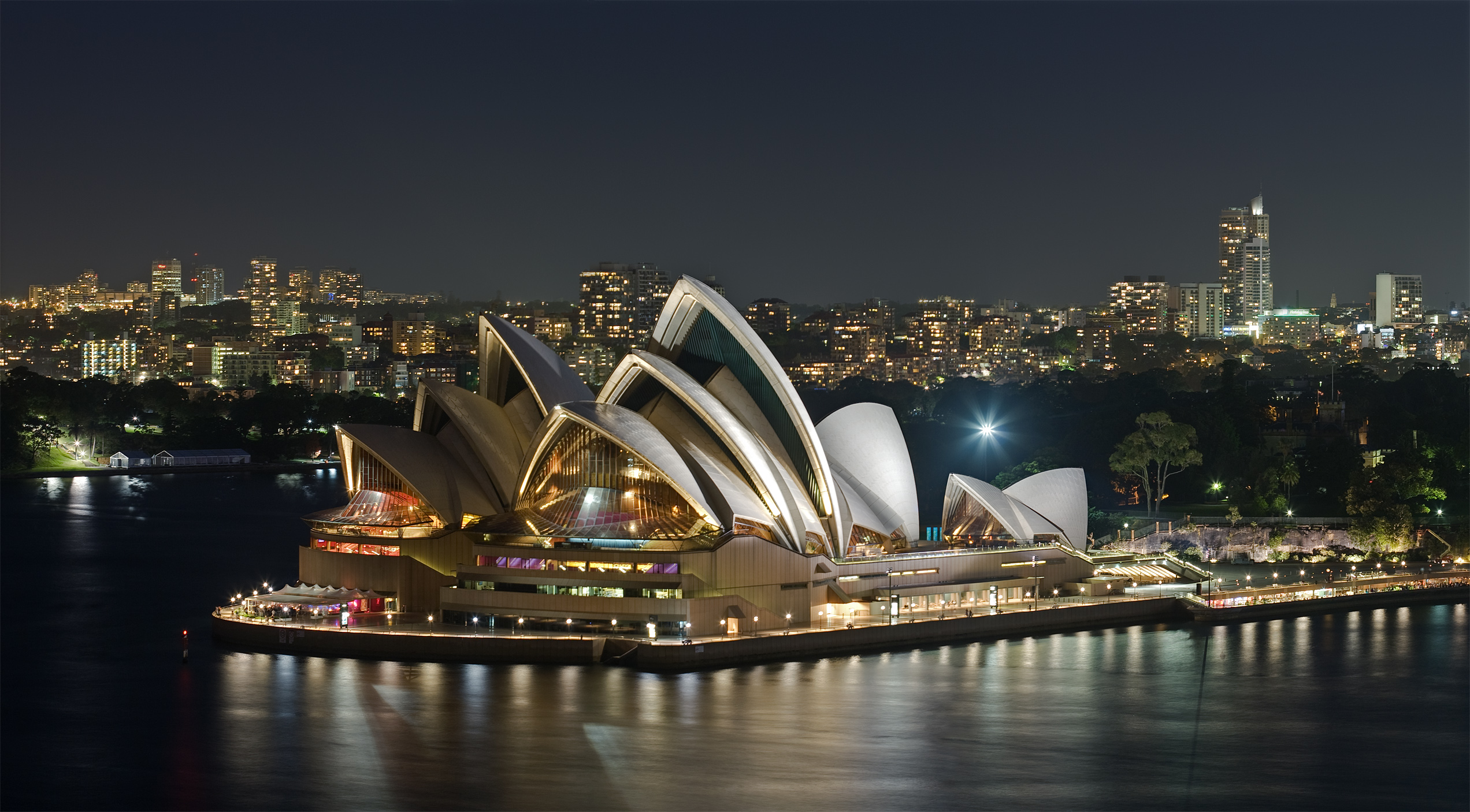
دار الأوبرا في منطقة الأعمال المركزية بسيدني
ميناء دارلينغ بمنطقة الأعمال المركزية بسيدني